# Jirón Carabaya
El jirón Augusto Wiese o jirón Carabaya es una calle del Damero de Pizarro en el centro histórico de Lima, capital del Perú. Se extiende de norte a sur a lo largo de 11 cuadras desde el jirón Áncash hasta la avenida Roosevelt. El cambio en la odonimia se produjo en 1862: Carabaya es una provincia peruana. En el S.XX pasó a llamarse 'Augusto Wiese' por el banquero Augusto Wiese Eslava.

## Recorrido
Se inicia en el jirón Áncash. Su primera cuadra fue llamada Calle de Pescadería, por un antiguo mercado de pescado que se habilitó en 1601. La calle fue así llamada desde 1597. En el S.XIX, el mercado fue reconvertido en cárcel, mencionada por Ricardo Palma en Justos y pecadores, inserta Tradiciones peruanas: "Cobraron ánimo los alguaciles, y en breve espacio y atados codo con codo condujeron a los truhanes a la cárcel de la Pescadería, sitio adonde en nuestros democráticos días, y en amor y compaña con bandidos, suelen pasar muy buenos ratos liberales y conservadores, rojos y ultramontanos. ¡Ténganos Dios de su santa mano y sálvenos de ser moradores de ese zaquizamí!”. En la actualidad, es una animada calle, muy transitada, en la que proliferan las zapaterías y tiendas de artesanía. Con el tiempo, en la calle también hubo un peso de molino y una carnicería. Su cuadra 2, se llamó Gradas de la Catedral; y en ella se ubican el  palacio arzobispal de Lima y la Catedral, ambos en el lado este de la plaza Mayor. La cuadra 3 se llamó Bodegones de la Requena, por unos almacenes de vino. La cuadra 4 era la Calle Coca. La cuadra 5 fue llamada Calle Filipinas, por la Compañía Real de las Filipinas. La calle 6, Calle Divorciadas por la antigua Casa de Divorciadas y la Cuadra 7 era la Calle Pando, así llamada por José Antonio Pando y Riva: Conde de Casa Pando y administrador general de Correos y Postas.

## Galería

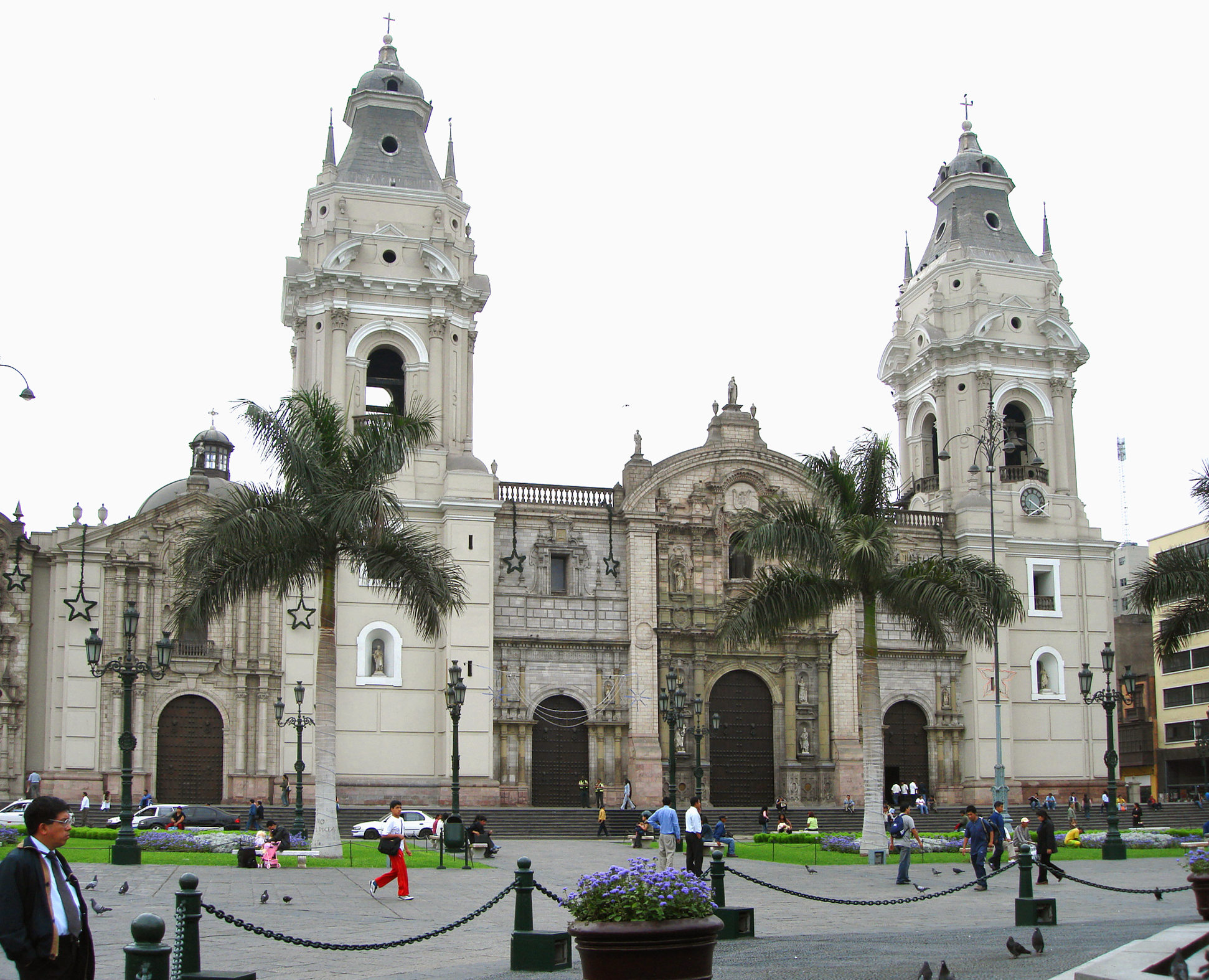